# A Girl & A Gun
A Girl & A Gun Women's Shooting League (AG & AG) é um clube de tiro exclusivamente feminino que apresenta a mulheres e meninas o tiro com pistola, rifle e espingarda. A liga foi projetada para "ajudar as mulheres a se sentirem mais confortáveis ao conversar com instrutores e manusear uma arma de fogo"

## Tiro competitivo
Em 2014, a AG & AG formou o primeiro time feminino a participar do Campeonato Nacional da International Defensive Pistol Association. Em 2015, a A Girl & A Gun formou também o primeiro time feminino competindo no "IDPA Smith & Wesson Indoor National Championship".

## Estudo feminino da NSSF
A AG & AG foi selecionada para participar de um estudo encomendado pela National Shooting Sports Foundation (NSSF). O relatório: "Women Gun Owners: Purchasing, Perceptions and Participation", foi apresentado no SHOT Show 2015 em Las Vegas, Nevada. O objetivo do estudo foi "compreender as mulheres donas de armas, incluindo comportamentos, atitudes, fatores motivacionais que influenciam a participação em atividades de tiro e fatores sociais e ambientais que criam oportunidades e barreiras à participação".
As páginas 59 a 64 do relatório destacam a AG & AG e seus membros especificamente. O relatório afirma: "Membros da AG & AG possuem, em média, mais de uma vez e meia o número de armas que as mulheres da amostra geral possuem. Membros da AG & AG também ultrapassaram significativamente a amostra geral de mulheres para armas e acessórios. Quase todas dos membros da AG & AG (98%) tiveram treinamento em comparação com os 69% da amostra geral e membros da AG & AG têm em média cerca de 1,5 mais turmas do que a amostra geral. Finalmente, membros da AG & AG são consideravelmente mais ativas participando, em média, uma vez por mês ou mais frequentemente em comparação com a média de poucas vezes por ano da amostra geral. Membros da AG e AG são consideravelmente diferentes em suas atitudes em relação a armas e atividades de tiro. Membros da AG e AG tendem a se sentir mais seguras e capacitadas devido ao seu conhecimento sobre armas; menos inseguras e nervosas quanto ao manuseio de armas; mais entusiasmadas com atividades de tiro".